# Бискра (област)
Бискра (на арабски: ولاية تيارت) е област (уилая) в източната част на Алжир, административен център е едноименния град Бискра.

## Географско положение
Областта е разположена на границата между гъстонаселената северна и слабонаселената южна част на страната, близо до границата с Тунис.
Граничи с провинциите Батна на север, Хеншела на изток, Ел Уед и Уаргла на юг, Джелфа и Мсила на запад.

## Административно деление
Областта е разделена на 12 окръга и 33 общини.

### Окръзи
- Бискра
- Джемурах
- Фугала
- Ел Кантара
- Ел Утая
- M’Chouneche
- Улед Джелал
- Урлал
- Сиди Халед
- Сиди Окба
- Толга
- Зерибет ел Уед